# Sveti starac Šimun
Sveti starac Šimun ili Šimun Pravednik, Šimun Bogoprimac (grčki: Συμεών) je "pravedan i pobožan" čovjek iz Jeruzalema koji je, prema Evanđelju po Luki (Lk, 2,25-35), susreo Mariju, Josipa i Isusa dok su ulazili u Hram, kako bi ispunili prikazali Isusa u Hramu. Sveti starac Šimun vrlo je vezan uz grad Zadar, kome je zaštitnik, a gdje se nalazi i njegova crkva i Škrinja sv. Šimuna. 
Prema biblijskom izvještaju, Duh Sveti je posjetio Šimuna i objavio mu, da neće umrijeti dok ne vidi Isusa Krista. Uzevši Isusa u naručje, izrekao je molitvu koja se i danas liturgijski koristi kao latinski Nunc dimittis u Katoličkoj Crkvi i drugim kršćanskim Crkvama, te dao proročanstvo aludirajući na Isusovo raspeće.
```
Sad otpuštaš slugu svojega, Gospodaru,
po riječi svojoj, u miru!
Ta vidješe oči moje spasenje tvoje,
koje si pripravio pred licem svih naroda:
svjetlost na prosvjetljenje naroda,
slavu puka svoga izraelskoga. (Lk 2,29-32)
```

Starac Šimun je proročanski Djevici Mariji nagovijestio kako će Isus biti mnogima u Izraelu na spas, ali mnogima i na propast, te da će biti znak osporavanja, odnosno, kako je kasniji Isusov život potvrdio, da će ga odbaciti i na kraju ubiti. Također joj je prorokovao da će i njoj samoj mač boli probosti dušu, kako bi se razotkrile namisli mnogih srdaca.
Neke kršćanske tradicije obilježavaju ovaj susret 2. veljače kao blagdan Svijećnice ili formalnije, Prikazanja Gospodinova, Susreta Gospodnjeg ili Očišćenja Djevice (Marije). Njegovo je proročanstvo uključeno u pobožnost prema Mariji kao Gospi Žalosnoj. Šimun se štuje kao svetac u Katoličkoj Crkvi i pravoslavlju. Blagdan mu je 3. veljače u revidiranom Rimskom martirologiju Katoličke Crkve.
Škrinja sv. Šimuna (Zadar, 1380.), koja se nalazi na glavnom oltaru crkve sv. Šimuna u Zadru je najvrjednije djelo srednjovjekovne zlatarske umjetnosti u Hrvatskoj u kojoj je sačuvano mumificirano tijelo sv. Šimuna, zadarskog sveca zaštitnika. Škrinja svetog Šimuna ili raka svetog Šimuna nesumnjivo je jedno od najdragocjenijih i najvrjednijih zlatarskih djela zadarske srednjovjekovne umjetnosti, a po svojim umjetničkim kvalitetama i dimenzijama ide u red cjenjenijih iste vrste, ne samo u Hrvatskoj, već i u svijetu. Službeno je proglašena spomenikom kulture nulte kategorije. Pored svoje umjetničke vrijednosti škrinja Sv. Šimuna ima i prvorazredno značenje za hrvatsku povijest. Na njoj su ovjekovječeni važni povijesni događaji, kao i svakidašnji život žitelja Zadra: na tržnici, na ulici, nošnja ondašnjih ljudi, kao i izgled pojedinih dijelova grada.